# Perro callejero
Perro callejero és una pel·lícula mexicana produïda per Gilberto Gazcón de Anda i protagonitzada pel seu nebot Valentín Trujillo. La pel·lícula reflecteix problemes socials com les drogues, la prostitució, les influències del tràfic de drogues i els homicidis.

## Sinopsi
Drama que visualitza la realitat horrible de la classe més baixa en la societat mexicana. Perro (Valentín Trujillo) ha viscut una vida de crim perquè des de la seva infantesa ell era així. Ell no tenia una llar veritable i solament el pare “Maromas” (Eric del Castillo), prendria la custòdia legal i cuidat sobre ell com el seu propi fill.
Tot comença quan probablement tenia 4 anys an la Ciutat de Mèxic, Perro es queda sol quan el seu pare va ser assassinat al carrer. Perro, qui ni tan sols sap el seu nom real o la seva data de naixement, no té cap part a on anar, així que ell s'uneix a un grup de nens del carrer que prenen la cura d'ell. Llavors, un captaire alcohòlic pren la cura de Perro, però aquest el colpeja brutalment una vegada i una altra, Perro és ajudat pels nois del carrer. Però aquí és quan comença la vida criminal de Perro. Ell comença a robar fins que la policia el captura i és enviat a una presó juvenil. Aquí ell coneix al seu camarada El Flautas (Rogelio González Grau), i comença una amistat i una aliança comercial.
Però així i tot Perro mai podria canviar. A la presó, un home religiós humil, el pare Maromas pren la custòdia legal de Perro i fins i tot el porta a un refugi pobre dels nens que ell construeix. Però Perro no pot parar el seu comportament criminal i fins i tot roba del pare Maromas (tot i que sap que els diners era per salvar la seva llar). Però ell no va poder tractar amb la seva consciència i roba de nou a un prestador (Pedro Weber), per tornar a Maromas la seva part dels diners. Perro, juntament amb els seus lleials companyons El Flautas i Andrés (Sergio Goyri), es fa amb violència sobre un prestador local. Però Gos no va poder arribar lluny amb el seu crim perquè Andrés no sols va robar els diners, sinó també un Rolex d'or. Ell el ven més endavant a Elizondo, un espieta de la policia qui els delata. El destí de Perro era la presó i allí és on ell va acabar.

## Repartiment
- Valentín Trujillo
- Ana Luisa Peluffo
- Lyn May
- Eric del Castillo
- Blanca Guerra
- Eduardo de la Peña
- Alejandro Uriga
- Rogelio González Grau
- Victoria Ruffo

## Premis
En la XXII edició dels Premis Ariel va rebre el Premi Ariel a la millor fotografia.